# آنوسی
آنوسی یا آنوسیم، (به عبری: אנוסים)، در عبری جمع «آنوس» (عبری:אָנוּס) یا به صورت مؤنث آنوسا (عبری: אָנוּסָה) و به معنی «مجبور شدگان» است. در شرع یهودی (هلاخا)، کلمه‌ای حقوقی است که به یهودیانی که مجبور به ترک غیر اختیاری آئین یهودیت شده‌اند ولی همهٔ تلاش خود را می‌کنند تا در شرایط اجبار به آیین یهودی خود پایبند باشند، گفته می‌شود. این واژه از اصطلاح عوره بانس (עבירה באונס) در تلمود به معنی «گناه اجباری» گرفته شده‌است. آنوسیم در تضاد با مشومد (عبری: מְשֻׁמָּד) به معنی فردی که با اختیار خود یهودیت را ترک کرده‌است می‌باشد.

## در فقه یهودی
فقه یهودی یا هلاخا سه نوع فردی را که دین یهودیت را ترک کرده باشند ذکر می‌کند:
- آنوسیم (عبری: אֲנוּסִים) فردی که به واسطه زور و نه اختیار خویش از دین یهودیت خارج شده و تمامی تلاش خود را برای اجرای قوانین یهودی به صورت مخفیانه می‌کند.
- مین (عبری:מין) به معنی فردی یهودی که دین یهودیت را ترک کرده و خدا را انکار می‌کند.
- مشومد (عبری: מְשֻׁמָּד) فردی که به دین یهودیت کافر شده‌است و به صورت عامدانه به مقابله با دین یهودیت و قوانین آن می‌پردازد.

## تاریخچه استفاده در متون یهودی
اولین اشاره‌ها به آنوسی در قرن ۱۱ میلادی و گرایش اجباری یهودیان اشکنازی در آلمان ذکر شده‌است. رشی، که یک خاخام فرانسوی بود در این زمان در مورد مسئله آنوسیم مطالبی را نوشته‌است. چندین قرن بعد یهودیان اسپانیا بعد از اینکه مسیحیان کاتولیک موفق به بازپس گرفتن اسپانیا شدند به صورت ظاهری مسیحی شده و در خفی به یهودیت ادامه دادند. از این زمان استفاده از واژه آنوسیم در بین متون یهودی شدت یافت. یک نمونه گروه آنوسی معروف دیگر یهودیان مشهد در ایران هستند که پس از واقعه الله‌داد مجبور به ترک اجباری دین یهودیت شدند. لغات دیگری که در متون غیرمذهبی یهودی برای نامیدن این گروه افراد وجود دارند عبارتند از: کانورسو (به معنی کسی که به دین مسیحیت گرویده باشد)، مسیحی جدید (در اسپانیایی و پرتغالی)، یهودی مخفی و مارانو (به معنی خوک در اسپانیایی و پرتغالی).

## در یهودیت ربانی
در بین خاخام‌ها مطالب زیادی در مورد آنوسی‌ها بیان شده‌است. کسی که به صورت اختیاری دین یهودی را ترک کند در زمره مشومد قرار می‌گیرد. مشومد هنوز هم به عنوان یهودی محسوب می‌شود ولیکن نمی‌تواند از تمامی مزایای یهودی بودن استفاده کند؛ ولیکن آنوسیم به صورت کامل یهودی محسوب شده و برای تمامی مقاصد به عنوان یهودی محسوب می‌شوند. به دلیل اینکه گرویدن اولیه بر خلاف میل باطنی فرد یهودی انجام شده‌است، در صورتی که او تمامی تلاش خود را برای نگه داشتن شرع یهودی انجام دهد حرجی بر او نیست. از این رو این فرد به‌طور کامل یهودی محسوب می‌شود.

## در گفتار بزرگان دین یهود
حاخام سعدیا بن میمون ابن درتان که یکی از حاخام‌های معروف سفاردی بود در قرن ۱۵ نوشته‌است:
حاخام موسی ابن میمون در میشنا توراه بخش سفر شوفتیم نوشته‌است:

## در ایران

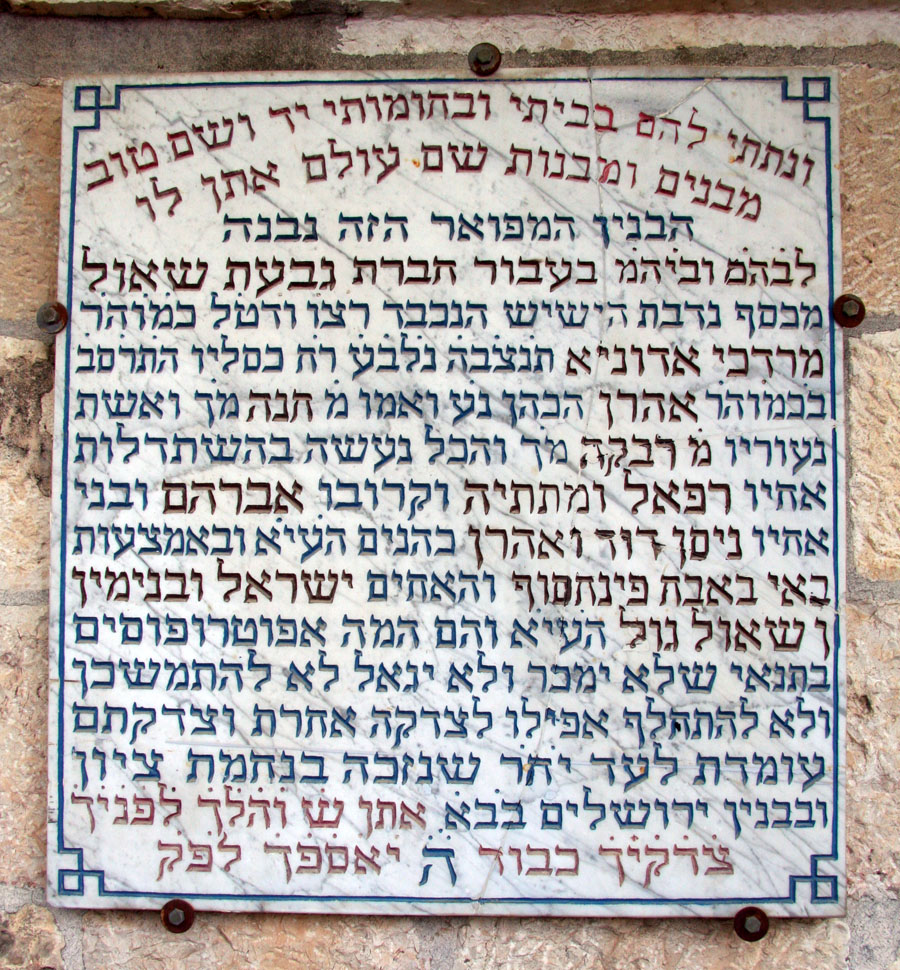
سردر کنیسه حاجی آدونیه پسر اهارون هاکوهن در اورشلیم که مختص بازماندگان یهودیان مخفی مشهد می‌باشد.

### واقعه الله داد
معروفترین گروه آنوسی در بین ایرانیان یهودیان مشهد هستند که پس از واقعه الله‌داد در مشهد به زور مسلمان شدند. این گروه افراد بعد از درگیری‌های شدید ایجاد شده بین یهودیان و مسلمانان در شهر مشهد در سال ۱۸۳۹ میلادی به اجبار به اسلام گرویدند. بیشتر این افراد زندگی دوگانه‌ای را آغاز کردند که در بیرون از خانه مسلمان و در درون خانه یهودی بودند. بیشتر آنان برای جلوگیری از ازدواج فرزندانشان با مسلمانان از کودکی آنان را به عقد یکدیگر در میاوردند. آن‌ها گوشت حلال خریداری می‌کردند ولیکن آن را دور ریخته و به صورت مخفیانه از قصاب‌های یهودی گوشت کوشر می‌خریدند. بعضی از این افراد حتی کودکان خود را از یهودی بودن خود آگاه نمی‌کردند زیرا در بعضی موارد مسلمانان برای امتحان کردن آنان از کودکانشان در مورد روزه گرفتن پدر و مادرشان در اعیاد یهودی سؤال می‌کردند. یکی از یهودیان تازه مسلمان مشهد زندگی یهودیان را این‌گونه بیان می‌کند:
بیشتر این یهودیان از مسلمانان در دستورهای مذهبی دو آتشه تر بودند. گاهی اوقات دلیل این دو آتشه تر بودن این بود که آن‌ها تلاش می‌کردند به قوانین شرعی یهودی (هلاخا) که در بسیاری موارد از قوانین اسلامی سختگیرانه ترند پایبند بمانند.
در واقعه الله‌داد (مسلمان‌سازی اجباری یهودیان مشهد) که در دوره سلطنت محمدشاه قاجار انجام شد، ۲۸ تن از یهودیان، کشته شده و شمار دیگری نیز زخمی شدند.
(همچنین رجوع شود به یهودیان کاشان و کتاب آنوسی بابائی بن لطف.)

### در دولت مغولان
رشیدالدین همدانی وزیر معروف دربار مغولان که به اجبار توسط شاه به اسلام گرویده بود توسط بسیاری از دشمنانش آنوسی خوانده می‌شد. در دادگاهی که برای وی به جرم مسموم کردن شاه تشکیل شد نسب یهودی وی بارها مورد اشاره قرار گرفت. بعد از اعدام وی، سر او توسط مردم تا چند روز در شهر حمل می‌شد و مردم می‌گفتند: «این سر یهودی ای است که از نام خدا سوء استفاده کرد. خدا او را لعنت کند.» حدود ۱۰۰ سال بعد جلال‌الدین میران‌شاه تیموری قبر رشیدالدین همدانی را نابود کرد و بازمانده او به قبرستان یهودیان منتقل شد.

### در زمان جنگ جهانی دوم
در زمان جنگ جهانی دوم رضاشاه تصمیم به نزدیک شدن به آلمان نازی گرفت. در این زمان بخش فارسی رادیو برلین در برنامه‌های شبانه بسیاری از سران دولت ایران را که با آلمان نازی مخالف بودند و احساسات طرفدار انگلستان و یهودیان داشتند را یهودی مخفی یا آنوسی می‌دانست. عده بسیاری در این زمان معتقد بودند که محمدعلی فروغی معروف به ذکاء الملک نیز یک یهودی مخفی است. ملک الشعرا بهار شاعر معروف در شعر زیر این ادعا را تکرار کرده‌است:

### در دوران فعلی
اخیراً توسط کسانی چون مهدی خزعلی و عبدالله شهبازی، شخصیت‌های معروفی مانند علی‌اکبر رائفی‌پور، محمود احمدی‌نژاد، حسن روحانی، مصباح یزدی، حسین شریعتمداری، محمد علی رامین، اسفندیار رحیم مشائی، آیت‌الله حائری شیرازی داماد آیت‌الله خزعلی و روح‌الله حسینیان متهم شدند که آنوسی یا یهودی مخفی هستند. سعید امامی از عوامل اصلی قتل‌های زنجیره‌ای و معاون امنیت وزارت اطلاعات و حبیب‌الله عسگراولادی مسلمان رئیس سابق حزب موتلفه اسلامی از جمله افرادی هستند که به یهودی مخفی بودن متهم می‌شوند.  ۵
در زمان ریاست جمهوری محمود احمدی‌نژاد تصویری از شناسنامه وی منتشر شد که نشان می‌داد وی دارای نام خانوادگی قبلی صبورچیان بوده‌است و پدر او نام خانوادگی را از صبورچیان به احمدی‌نژاد تغییر داده‌است. از آنجا که صبورچیان یکی از نام‌های خانوادگی رایج در بین یهودیان بوده‌است بعضی افراد وی را متهم به یهودی مخفی بودن کردند. گرچه در شناسنامه محمود احمدی‌نژاد نام صبورچیان به چشم نمی‌خورد و واژه صباغیان (رنگرز) مشاهده می‌شود.
این ادعا بعداً توسط عده‌ای از جمله میر جاودانفر روزنامه‌نگار اسرائیلی ایرانی الاصل رد شد.
برادر محمود احمدی‌نژاد در مصاحبه‌ای نام خانوادگی قبلی این خانواده را صباغیان اعلام کرد که این نام نیز یکی از نام‌های رایج در بین یهودیان است.
در سال ۱۳۸۹ آیت‌الله محمد باقر خرازی دبیرکل حزب‌الله ایران در سخنانی برادران لاریجانی و محمود احمدی‌نژاد را یهودی مخفی خواند.

## در اسرائیل
با تشکیل کشور اسرائیل بسیاری از یهودیانی که به صورت مخفی در کشورهای اسلامی و مسیحی زندگی می‌کردند به این کشور مهاجرت کردند و به دین یهودیت بازگشتند. در سال ۲۰۱۵ کنست مجلس اسرائیل قانونی تصویب کرد که به مجرد آن مهاجرت یهودیانی که به زور به مسیحیت گروانده شدند، که بنی آنوسیم شناخته می‌شوند، را تسریع کند. رابرت ایلاتوف که نماینده‌ای بود که این پیش‌نویس این قانون را به مجلس ارائه کرده بود گفت: «این افراد می‌خواهند بعد از ۵۰۰ سال به ریشه یهودی و کشور یهودی خود بازگردند.»
امروزه بسیاری سازمان‌های بین‌المللی یهودی به دنبال بازگرداندن آنوسیان به یهودیت و تشویق آنان به مهاجرت به کشور اسرائیل (عالیا) هستند.